# Tsjojbalsan
Tsjojbalsan (Mongools: Чойбалсан) is de op drie na grootste stad van Mongolië. De stad ligt in het noordoosten van het land aan de rivier Kerulen en is het bestuurlijk centrum van de ajmag (bestuurlijke regio) Dornod. Tot 1941 was de naam van de stad Bajan Tumen (Баян Тумэн), daarna werd de stad vernoemd naar de communistische leider Chorloin Tsjoibalsan. In 2000 had de stad 41.714 inwoners.